# The Last of the Blonde Bombshells
The Last of the Blonde Bombshells è un film per la televisione del 2000 diretto da Gillies MacKinnon.

## Trama
Dopo la morte del marito, Elizabeth decide di tornare a dedicarsi alla musica e lo fa insieme al giovane chitarrista Paul, con cui si esibisce per strada. Elizabeth decide quindi di riunire le Blonde Bombshells, la band in cui cantava durante la seconda guerra mondiale.

## Riconoscimenti
- 2001 - Golden Globe[1]
  - Miglior attrice in una mini-serie o film per la televisione a Judi Dench
- 2001 - British Academy Television Awards[2]
  - Miglior attrice a Judi Dench